# Megaselia pleurochaeta
Megaselia pleurochaeta är en tvåvingeart som beskrevs av Borgmeier 1969. Megaselia pleurochaeta ingår i släktet Megaselia och familjen puckelflugor. Inga underarter finns listade i Catalogue of Life.